# El pescador de coplas
El pescador de coplas és una comèdia musical espanyola de 1954, la pel·lícula és dirigida per Antonio del Amo i protagonitzada per Marujita Díaz, Tony Leblanc i Antonio Molina.

## Resum
Als marenys de San Fernando (Cadis) hi viuen María del Mar (Marujita Díaz) i el seu animós germà, tots dos orfes i amb talent per al cant i el ball, els qui entre pesca i pesca es dediquen a cantar i a buscar l'amor.
Aquesta no va ser la primera pel·lícula de les moltes protagonitzades pel cantant Antonio Molina, que es va convertir en un dels artistes més cotitzats de l'època, en ella canta entre altres Yo quiero ser matador, María de los Remedios i Mar Blanca ya se apagan dos luceros, Pescador de coplas, Adiós a España.

## Repartiment
- Marujita Díaz - María del Mar.
- Tony Leblanc - Rafa.
- Antonio Molina - Juan Ramón.
- Manuel Monroy - Miguel.
- Vicente Parra - Pretendent de María del Mar.
- Manuel Zarzo - Mauriño.
- Luis Moscatelli - Gandul.
- Salvador Soler Marí - Don Javier.
- Luis Pérez de León - Negociant de barques.
- Aníbal Vela - Don José.
- Manuel Arbó - Almirall.
- José Franco - Director d'escena.
- José Prada - Don Paco.
- Laura Valenzuela - Secretària de Don Javier.
- Manuel Guitián - Supervisor pesca.